# Кульбабове вино (напій)
Кульбабове вино (англ. Dandelion wines) — слабоалкогольний напій з квіток кульбаби, лимонів і пряних трав, популярний в Англії напій.

## Вибір сировини
Для виготовлення напою використовують жовті пелюстки квіток кульбаби, відірвані від зеленого квітколожа. Зривають голівки квітів в першій половині дня, поки вони ще не закрилися. Рекомендується вибирати рослини, у яких пелюстки дуже легко відділяються від квітколожа — такі рослини вважають повністю дозрілими і запиленими. Квіти, у яких пелюстки насилу відокремлюються від квітколожа, краще не використовувати.
Для ароматизації додають пряні трави (мелісу, монарду, материнку, чебрець, м'яту, змієголовник та інші).

## Приготування
1 об'ємну частину квіток кульбаби змішати з 3-ма частина охолодженої кип'яченої води, довести до початку кипіння, зняти з вогню, прикрити рушником і лишити охолоджуватись на добу. Злити 2/3 отриманого настою у скляну посуду, відділивши квітки, до решти додати 1 частину цукру і нагріти до розчинення. Охолоджений цукровий сироп з'єднати з настоєм, додати спеції, сік 1-го лимону і його м'якніть без цедри, додати родзинки (не мити) з розрахунку 10 на літр, встановити водяний затвор і дати вибродити в темному місці при кімнатній температурі 1-3 місяці. Профільтрувати.

## У мистецтві
- «Кульбабове вино» (англ. «Dandelion Wine») — роман Рея Бредбері.